# Carl Joachim Friedrich
Carl Joachim Friedrich (Leipzig, 5 de junio de 1901 - Lexington (Massachusetts), 19 de septiembre de 1984) fue un profesor y teórico político germano-estadounidense. Enseñó alternativamente en Harvard y Heidelberg hasta su jubilación en 1971. Sus escritos sobre teoría del Estado y teoría constitucional, lo convirtieron en uno de los principales politólogos del mundo en el período posterior a la Segunda Guerra Mundial. Es uno de los estudiosos más influyentes del totalitarismo. Su libro Totalitarian Dictatorship and Autocracy, escrito junto con Zbigniew Brzezinski y publicado en 1956, sigue siendo hoy en día el trabajo de referencia sobre el tema.

## Biografía
Nacido el 5 de junio de 1901 en Leipzig, Imperio alemán, Friedrich era hijo del renombrado profesor de medicina Paul Leopold Friedrich, el inventor del guante quirúrgico de goma. Friedrich estudió con Alfred Weber, el hermano de Max Weber, en la Universidad de Heidelberg, donde se graduó en 1925.
La familia de Friedrich tenía fuertes lazos con los Estados Unidos. Su hermano, Otto Friedrich, se convirtió en un destacado empresario en la industria alemana del caucho. Los dos hermanos vivieron y estudiaron en Estados Unidos de forma intermitente inmediatamente después de la Primera Guerra Mundial, pero Carl eligió permanecer en los Estados Unidos y Otto regresar a Alemania. Rompieron relaciones temporalmente durante la década de 1930 y primera mitad de la de 1940 debido a la lealtad de Otto al partido nazi y su papel destacado en la industria alemana durante el Tercer Reich, pero restablecieron el contacto después del final de la Segunda Guerra Mundial.
En 1926, fue nombrado lecturer de Gobierno en la Universidad de Harvard. Recibió su doctorado de Heidelberg en 1930. Cuando Hitler llegó al poder, decidió permanecer en los Estados Unidos y convertirse en ciudadano naturalizado. Fue nombrado catedrático de Gobierno en Harvard en 1936.
En la década de 1930, el profesor Friedrich también desempeñó un papel destacado, con uno de sus alumnos, el entonces desconocido David Riesman, a su lado, en los esfuerzos por ayudar a los eruditos, abogados y periodistas judíos que huían de la Alemania nazi y otros regímenes fascistas a reasentarse en los Estados Unidos. Convenció a uno de ellos, el pianista Rudolf Serkin, para que diera un concierto en su granja en Brattleboro, Vermont, evento que condujo a la creación del Festival de Música Marlboro.
Friedrich apoyó la democracia representativa y se opuso firmemente a la democracia directa, en particular al uso (o mal uso) de los referéndums, por conducir al totalitarismo. Hizo hincapié en la necesidad de mantener el estado de derecho, complementado con una sólida infraestructura de instituciones civiles, y desconfió mucho de los movimientos populares de base.
Durante la Segunda Guerra Mundial, Friedrich sirvió en el Comité Ejecutivo del Consejo para la Democracia, preocupado por convencer al pueblo estadounidense de la necesidad de luchar contra el totalitarismo y fortalecer la moral nacional. De 1946 a 1948, Friedrich fue Asesor de Asuntos Constitucionales y Gubernamentales del Gobernador Militar de Alemania, General Lucius D. Clay. También asesoró al ejército estadounidense sobre la desnazificación de la Alemania ocupada y participó en el trabajo que condujo a la redacción de la Ley Fundamental de Bonn y la creación de las constituciones de los estados federados. Posteriormente asesoró en las constituciones de Puerto Rico, Islas Vírgenes e Israel, entre otras. 
Enseñó alternativamente en Harvard y Heidelberg hasta su jubilación en 1971. Más tarde enseñó en la Universidad de Manchester y la Universidad de Duke, entre otras. También fue presidente de la Asociación Estadounidense de Ciencias Políticas en 1962 y de la Asociación Internacional de Ciencias Políticas de 1967 a 1970. En 1967, el presidente de la República Federal de Alemania le otorgó a Friedrich la Cruz de Caballero Comandante de la Orden del Mérito de Alemania. Entre los alumnos del profesor Friedrich se encuentran destacados teóricos políticos como Judith Shklar, Benjamin Barber y Zbigniew Brzezinski.
Murió el 19 de septiembre de 1984 en Lexington, Massachusetts.